# واکنش دوبنر–میلر
واکنش دوبنر–میلر (انگلیسی: Doebner–Miller reaction) واکنشی آلیست که طی آن یک α,β-کربونیل غیر اشباع طی واکنش با یک آنیلین تولید یک کینولین را می کنند.